# Cyber Marsch
Der Cyber Marsch (alternative Schreibweise auch Cyber-Marsch oder Cybermarsch), der Marsch des Kommando CIR, ist ein Marsch für Blasorchester, der von dem dem Musikkorps der Bundeswehr (MusKorpsBw) angehörenden  Hauptfeldwebel Sebastian Middel (* 1981) komponiert und von Guido Rennert arrangiert wurde. Er kam nach Auskunft der Pressestelle der Bundeswehr am 5. April 2017 „auf dem Indienststellungsappell des Kommandos Cyber- und Informationsraum“ zur Uraufführung und wurde 2017 im AuRen-Musikverlag in Hürth veröffentlicht.

## Musikalische Gestaltung
Der Marsch steht in B-dur im 6/8-Takt mit der Tempobezeichnung „Marschtempo“, die Aufführungsdauer beträgt beim Gleichschritt der Bundeswehr (114 Schritte/min) ca. 3:30 min.

## Rezeption und Kritik
Die Komposition wurde seitens der Bundeswehr positiv bewertet: „So symbolisiert der Charakter des Marsches die Kreativität, die Aufbruchstimmung und den visionären Tatendrang des Organisationsbereichs Cyber- und Informationsraum.“

### Rezeption in der Musikwissenschaft
Kritisch äußerte sich der Berliner Musikwissenschaftler Tobias Fasshauer in seiner Sechs Achtel für ein Hallelujah betitelten Rezension, die auch wenig später in der NMZ veröffentlicht wurde. Fasshauer begründete seinen Artikel mit den Worten „Da es sich bei dieser famosen Komposition immerhin um die Repräsentationsmusik eines staatlichen Organs handelt, liegt ihre kritische Analyse sozusagen im öffentlichen Interesse.“ und beurteilte das Werk als „für einen Marsch eines ‚Cyber-Kommandos‘ geradezu bestürzend konventionell – und zwar konventionell nach den Maßstäben der populären Musik um 1910, also des Lochkartenzeitalters“. Er konstatierte, dass es bemerkenswert sei, wie „durchaus ungebrochen und ohne Anflüge ironischer Distanzierung hier die Marsch-Topoi der vorletzten Jahrhundertwende abgerufen werden“. Angesichts des unzeitgemäßen, rückwärts gewandten Charakters der Komposition äußerte Fasshauer sogar die Befürchtung, dass der musikalische Anachronismus des Marsches letztlich nur ein weiteres Symptom für den aktuellen Zustand der Bundeswehr sein könnte: „Wenn die Bundeswehr ihre Cyber-Krieger nach den gleichen Kriterien auswählen wollte wie ihre Komponisten, müsste sie Hollerith-Spezialisten einstellen.“

### Rezeption in der Kunst
Bereits kurz nach seiner Uraufführung wurde der Cyber Marsch zum zentralen Element einer künstlerischen Arbeit, die sich kritisch mit der Diskrepanz zwischen fröhlicher Marschmusik und den Realitäten eines potentiellen Cyberkriegs auseinandersetzte.
Der in Köln lebende bildende Künstler Christian Sievers (* 1974 in Braunschweig) beschäftigt sich nach eigener Aussage „mit dem sich verändernden Verhältnis von Kunstwerk und Publikum vor dem Hintergrund der Digitalisierung“.
Wie bereits in früheren Arbeiten bedient er sich in seiner Performance-Installation Cyber (Vorgebirgsparkskulptur, Köln, 3. September 2017) der im Zentrum seines Schaffens stehenden „performativ-partizipatorische Strategien“.
Angelehnt an Absperrtechniken, wie sie von Flughäfen als Personenleitsysteme bekannt sind, wird das Publikum durch ein ungefähr 180 Meter langes leuchtendgelbes Absperrband mit Disziplinierungsmaßnahmen konfrontiert, die als „formal-skulpturale Elemente“ in Erscheinung treten, in einer Endlosschleife akustisch begleitet von der Musik des Cyber-Marsches. Der Künstler erklärt zur Auswahl der Komposition: „Die Musik hat etwas Lustiges, sie klingt eher nach Rheinischem Karneval. Äußerst unangemessen. Dieser Marsch bildet die musikalische Untermalung für diese Installation, die aus einem kleinen Lautsprecher in der Mitte kommt.“
Nach Ansicht des Kunsthistorikers Peter Lodermeyer kommt Christian Sievers Installation „humorvoll daher und macht den Besuchern Beine, um sie dann umso enger in die akuten Fragen der Digitalisierung zu verwickeln.“ Zugleich könne sie aber auch als Anstoß dienen, „sich einmal darüber zu informieren, was mit ‚rechnergestützten Kampfhandlungen‘ gemeint ist. Mit der Fröhlichkeit ist es dann schnell vorbei: der Cyber-Krieg steht der atomaren Bedrohung des Kalten Krieges in puncto Schrecken in nichts nach.“